# ジム・ジレット
ジム・ジレット（Jim Gillette、1967年11月10日 - ）は、アメリカ合衆国のミュージシャン。タフのボーカルとして活動、後に脱退し、グラム・メタル・バンドであるニトロをマイケル・アンジェロと結成した。歌手のリタ・フォードと結婚している。2人の子供がいる。
現在は格闘家となるべく、ホイス・グレイシーとトレーニングを積んでいる。
32秒間シャウトし続けることができ、6オクターブという圧倒的な音域と音圧でガラスを割ってしまったという逸話を持つ。

## ディスコグラフィ

### ソロ・アルバム
- Proud to Be Loud (1987年)

### タフ
- Knock Yourself Out (1986年) ※EP
- J'lamour Demo (1986年) ※EP

### ニトロ
- 『O.F.R.』 - O.F.R. (1989年)
- 『H.W.D.W.S.』 - Nitro II: H.W.D.W.S. (1992年)
- Gunnin' for Glory (1999年)

### オルガン・ドナー（Organ Donor）
- The Ultra Violent (2001年)